# Яблуневий
Я́блуневий (рос. Яблуновый) — селище у складі Бузулуцького району Оренбурзької області, Росія.

## Населення
Населення — 88 осіб (2010; 104 у 2002).
Національний склад (станом на 2002 рік):
- росіяни — 85 %